# Гертруда Бабенберг
Вижте пояснителната страница за други личности с името Гертруда Бабенберг.
Гертруда Бабенберг също Гертруда Австрийска (на немски: Gertrud von Babenberg, Gertrud von Österreich; * 1226; † 24 април 1288 или: * ок. 1228; † 24 април 1299) е херцогиня на Мьодлинг, титуларна херцогиня на Австрия и Щирия.

## Живот
Тя е единствено дете на Хайнрих Австрийски Жестоки (1208 – 1227/1228), наследствен-херцог на Австрия, и съпругата му Агнес (1205 – 1246), дъщеря на Херман I, ландграф на Тюрингия. Майка ѝ Агнес се омъжва през 1229 г. за херцог Албрехт I от Саксония (1175 – 1261).
Гертруда е племенница на Фридрих II († 15 юни 1246), херцог на Австрия, последният владетел от род Бабенберги в Австрия. Тя има право на наследството след смъртта на бездетния Фридрих, според Privilegium minus също като нейната леля Маргарета.
Тя се омъжва през 1246 г. за Владислав Моравски, син на крал Венцеслав I от Бохемия и на Кунигунда фон Хоенщауфен, който умира на 3 януари 1247 г.
На 22 г. херцогинята (Ducissa Austrie) се омъжва през средата на 1248 г. за маркграф Херман VI от Баден, на когото ражда през 1249 г. наследника Фридрих и през 1250 г. дъщеря Агнес. Вторият ѝ съпруг е отровен на 4 октомври 1250 г. Тя се съюзява с унгарския крал Бела IV. През лятото 1252 г. тя се омъжва трети път за роднината му Роман фон Халиц († ок. 1260), който след една година напуска Гертруда и общата им дъщеря Мария (* 1253), за да отиде отново в родината си Унгария. Те се развеждат 1253 г.
През 1269 г. Гертруда е изгонена и отива при фамилията си в Майсен и през 1288 г. умира като абатеса на манастир „Св. Афра“ в Майсен.

## Деца
Гертруда има с Роман фон Халиц една дъщеря:
- Мария (* 1253), омъжена за син на бан Стефан от Загреб

Гертруда има с Херман фон Баден две деца:
- Фридрих (* 1249, † 29 октомври 1268 Неапол), обезглавен с приятеля му Конрадин
- Агнес (* 1250, † 2 януари 1295), ∞ I. 1263 херцог Улрих III фон Спанхайм († 1269), ∞ II. 1270 граф Улрих II фон Хоенбург († 1308)

От брака ѝ с Роман фон Халиц:
- Мария (* 1253), ∞ Йоахим фон Гуткелед, син на Бан Стефан IV от Славония, по-ранният унгарски ландесхауптман в Щирия